# Paracolopha morrisoni
Paracolopha morrisoni är en insektsart som först beskrevs av Baker, A.C. 1919.  Paracolopha morrisoni ingår i släktet Paracolopha och familjen långrörsbladlöss. Inga underarter finns listade i Catalogue of Life.